# Anna Chennault

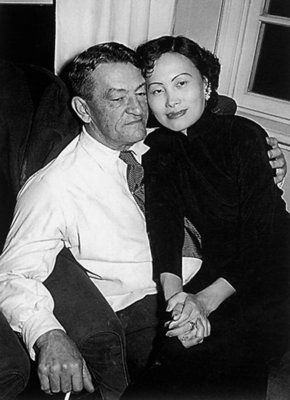
Anna Chennault mit ihrem Ehemann Claire Lee Chennault

Anna Chennault (chinesisch 陳香梅, Pinyin Chén Xiāngméi), auch als Anna Chan Chennault/Anna Chen Chennault sowie „The Dragon Lady“ bekannt (* 23. Juni 1923 in Peking, Republik China; † 30. März 2018 in Washington, D.C.) war eine chinesisch/US-amerikanische Politikerin der Republikaner, Kriegskorrespondentin und prominentes Mitglied der China-Lobby, die sich für politische Beziehungen zur Republik China (Taiwan) im Gegensatz zur Volksrepublik China einsetzte. Sie spielte eine Rolle im Präsidentschaftswahlkampf von Richard Nixon im Jahr 1968, mit ihrem Versuch der Verzögerung von Friedensverhandlungen zum Vietnamkrieg, um Nixons Siegchancen zu erhöhen.

## Leben
Chen Xiangmei erhielt 1944 den Bachelor of Arts der Lingnan University in Hongkong sowie 1967 einen Ehrendoktor der Literatur am Chungang in Seoul (Südkorea). Ihre Karriere begann als Kriegskorrespondentin für die Central News Agency von 1944 bis 1948. Von 1944 bis 1949 war sie auch als feature writer für die Hsin Ming Daily News in Shanghai tätig. Als Journalistin lernte sie 1944 den amerikanischen Piloten und General Claire Lee Chennault kennen, der als Gründer und Kommandant der Flying Tigers China gegen japanische Bombenangriffe verteidigt hatte. 1947 heiratete sie den mehr als 32 Jahre älteren General, der 1958 starb. Aus der Beziehung gingen die beiden Kinder Claire Anna und Cynthia Louise hervor.
Nach dem Tod ihres Ehemannes arbeitete sie von 1965 bis 1999 als Spezial-Korrespondentin der Central News Agency sowie von 1958 bis 1999 als US-Korrespondentin der Hsin Shen Daily News. Von 1963 bis 1966 war sie als Sprecherin des Senders Voice of America tätig. Von 1946 bis 1957 arbeitete sie als Redakteurin und Verantwortliche für die Öffentlichkeitsarbeit für die Civil Air Transportation in Taipei, Taiwan. Sie war darüber hinaus Vize-Präsidentin für internationale Angelegenheiten der Flying Tiger Line, Inc. Von 1976 bis 1999 hatte sie den Sitz des Präsidenten der TAC International inne.
Chennault war seit 1970 Mitglied des President’s Advisory Committee des John F. Kennedy Center for the Performing Arts und war von 1970 bis 1999 als Mitglied des US-amerikanischen nationalen Komitees der UNESCO, von 1962 bis 1970 als Präsidentin von Chinese Refugee Relief und von 1960 bis 1999 als Präsidentin der General Claire Chennault Foundation tätig. Sie war Vorsitzende und Gründerin der National Republican Asian Assembly.
Seit 1960 gehörte sie dem Vorstand der Republikanischen Partei in Washington, D.C. an. Chennault stellte 1968 den Kontakt zwischen dem südvietnamesischen Botschafter Bui Diem und dem damaligen Präsidentschaftskandidaten Richard Nixon her, der zu geheimen Gesprächen der Republikaner mit dem damaligen südvietnamesischen Präsidenten Nguyễn Văn Thiệu führte. Nixon brachte Thiệu dazu, die bereits vereinbarten Friedensgespräche zur Beendigung des Vietnamkrieges zu boykottieren. Dies kostete Nixons Gegenkandidat Hubert Humphrey, der diese Gespräche befürwortet hatte, die entscheidenden Stimmen bei der Präsidentschaftswahl am 5. November 1968.

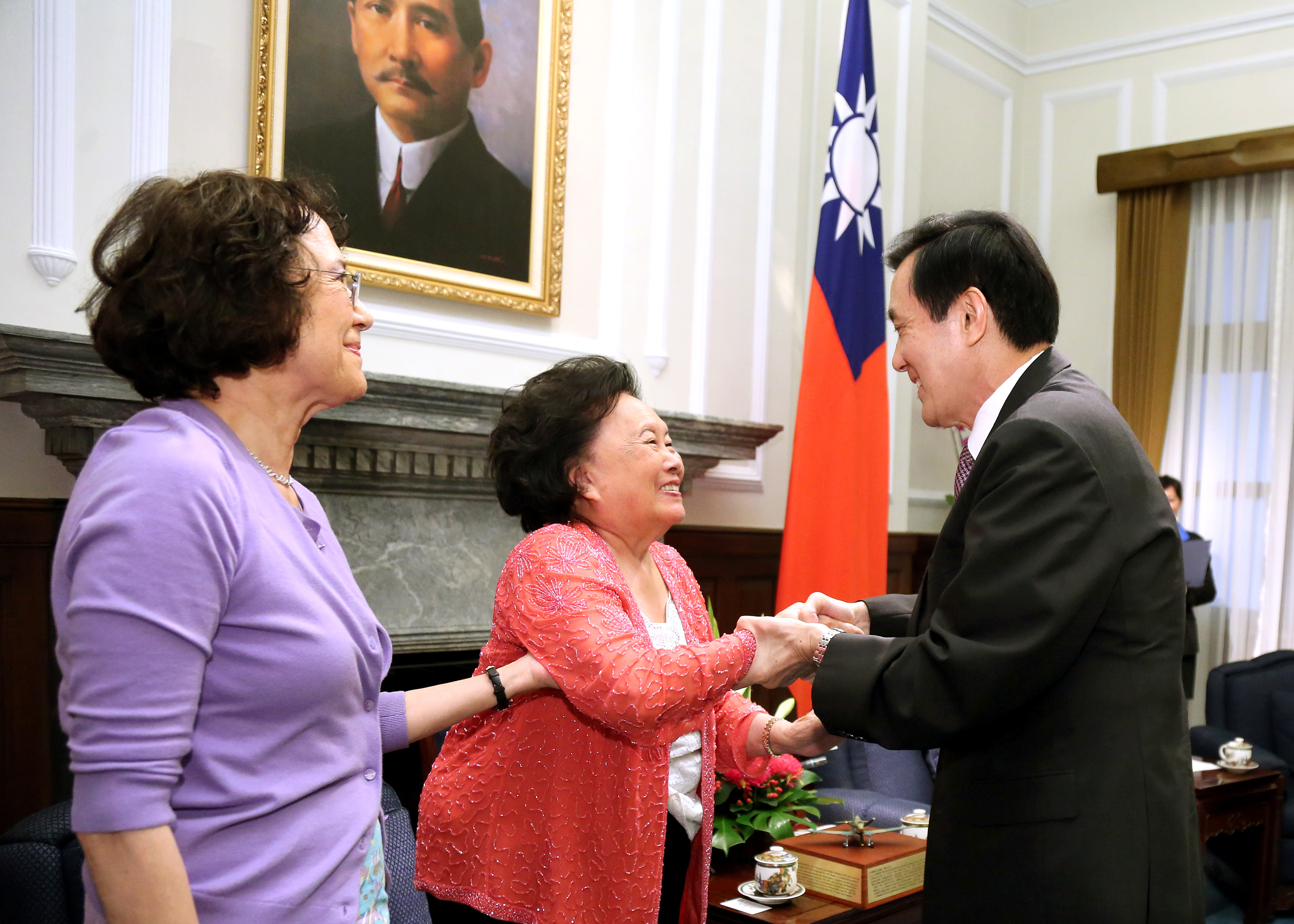
Anne Chennault und der taiwanische Präsident Ma Ying-jeou im Jahr 2015

## Ehrungen
- The Freedom Award of the Order of Lafayette (1966)
- The Freedom Award from the Free China Association (1966)
- The Award of Honor from the Chinese-American Alliance (1971)

## Werke
- Chennault and the Flying Tigers: Way of a Fighter (1963)
- A Thousand Springs (1963), a best-seller
- The Education of Anna (1980)
- Song of Yesterday (1961) in Chinese
- M.E.E. (1963) in Chinese
- My Two Worlds (1965) in Chinese
- The Other Half (1966) in Chinese
- Letters from the U.S.A. (1967)
- Journey among Friends and Strangers (1978, Chinese edition)

## Mitgliedschaften
- National League of America
- PEN Women
- Writer’s Association
- Free China Writer’s Association
- 14th Air Force Association
- USAF Wives Club
- Flying Tiger Association
- American Newspaper Women’s Club of Washington
- Theta Sigma Phi
- Military Families Association, founder and chairperson
- Committee of 100